# 南京东路 (上海市)
南京东路是中國上海市中心一条东西向步行街，东起中山东一路的外滩，西至西藏中路。南京东路辟筑于1851年，是上海开埠以后最早修筑的几条马路，并逐渐发展成为上海乃至世界上最繁华的商业街之一，有「中華第一街」之譽稱。

## 历史

### 辟筑
1845年，上海英租界确定西界，即今天的河南中路。1848年，英租界再次延伸至今西藏中路。1851年，麟瑞洋行大班霍格、韦伯等五人共同组织上海跑马总会，在今南京东路以北河南中路以西处永租土地80亩新建花园，即上海第一跑马场也被称为老花园跑马场。花园的南侧设有抛球场，沿花园内侧则筑成一条跑马道，以供赛马。不久以后，因为场地狭小，跑马总会在花园南侧外增筑马道一条。因为这条道路是专供赛马使用而筑，所以就被上海居民称之为“马路”。城市道路称为马路即源于此。同时为方便会员前往赛马场，上海租界当局修筑一条与南侧马道平行的道路，从外滩直抵跑马场。此后租界兴建数条与这条马路平行的道路，所以这条马路被命名为大马路。爲與現為金陵東路（公馆马路，rue du Consulat）的法租界道路區分，今南京東路也稱爲“英大馬路”(high street)，而金陵東路稱爲“法大馬路”(rue principale)。因为当时居民并不知道这是跑马场，而误以为是一花园，因此通往跑马场的这条马路也被称为花园弄，或音译成派克弄(Park Lane)。

### 扩建
1855年，上海跑马总会抛售第一跑马场，并在今西藏中路以东，湖北路以西的位置修建第二跑马场，当时称之为新花园。大马路也因此延伸至第二跑马场。1862年，跑马总会再度出售跑马场，并购入今人民广场、人民公园一带的土地，兴建第三代上海跑马厅，并一直使用到1951年，并最终被上海市军管会征用。大马路自此延伸至新跑马厅，同时与新筑的西藏中路至静安寺的道路--静安寺路相接。
1865年，英国驻沪领事麦华陀提议上海公共租界工部局，要求为租界内的道路重新命名。为了纪念促使上海开埠的《中英南京条约》签订，以及租界东西向道路以中国城市命名的原则，大马路被命名为南京路。

### 发展
自1844年，大致在该路的最东段，英商福利洋行设立。在南京路辟筑后，河南中路以东的马路沿街聚集了大批综合性商行，跑马厅的设立也促进了南京路上的商业发展。第三代跑马厅建成后，南京路西部聚集起以茶馆业为主的餐饮服务业，南京路东部则以综合性百货为主，形成以福利公司、惠罗公司、泰兴公司（今连卡佛）和汇司公司的四大公司，自永安等华商百货公司成立后，被称为前四大公司。
1882年，上海第一盏弧光灯在南京东路建成。1901年以后，哈同成为南京路两侧地产的主要持有者。1906年起，哈同出资60万银元，从印度采购400万块铁藜木，铺设于南京路中段。采购的铁藜木，每块两寸见方，码成马路后，再喷涂一层柏油。哈同这一举动使得南京路成为上海最昂贵的马路，并且轰动一时，时人称为“北京的蓬尘、伦敦的雾，南京路上的红木铺马路”。但有记者考证并非哈同出资，铺设的是南京路的部分路段，费用也在6万两左右。
1908年，南京路上铺设起供有轨电车线路开行的铁轨，并且成为上海最先开通公共交通线路的马路之一。1910年代末，华商的环球百货公司开始在南京路两侧兴建。到1937年，南京路形成以永安、先施、新新、大新等四大公司（新四大公司）为主的现代化商业。這四家公司都是由澳洲歸僑開辦，將由澳洲英地海登百貨（Anthony Hordern & Sons）首創的為所有顧客平等的提供專業服務的現代百貨公司概念帶到中國。
此四大公司“使上海一下子从小杂货铺跨入了与国际大都会地位相称的环球百货商业业态”。
1945年，南京路和相接的静安寺路分别命名为南京东路和南京西路。1953年，铺设了将近50年的铁藜木路面，因拆除有轨电车铁轨而一并铲除，并敷设水泥路面。1995年7月15日起，南京东路实行周末步行街。1997年至1999年，南京东路所在的黄浦区政府拓宽与南京东路平行的相关道路。同时，1999年，南京东路大规模改造完成，改造后河南中路至西藏中路路段成为全天候步行街。2020年9月12日，步行街路段东延至中山東一路外灘。

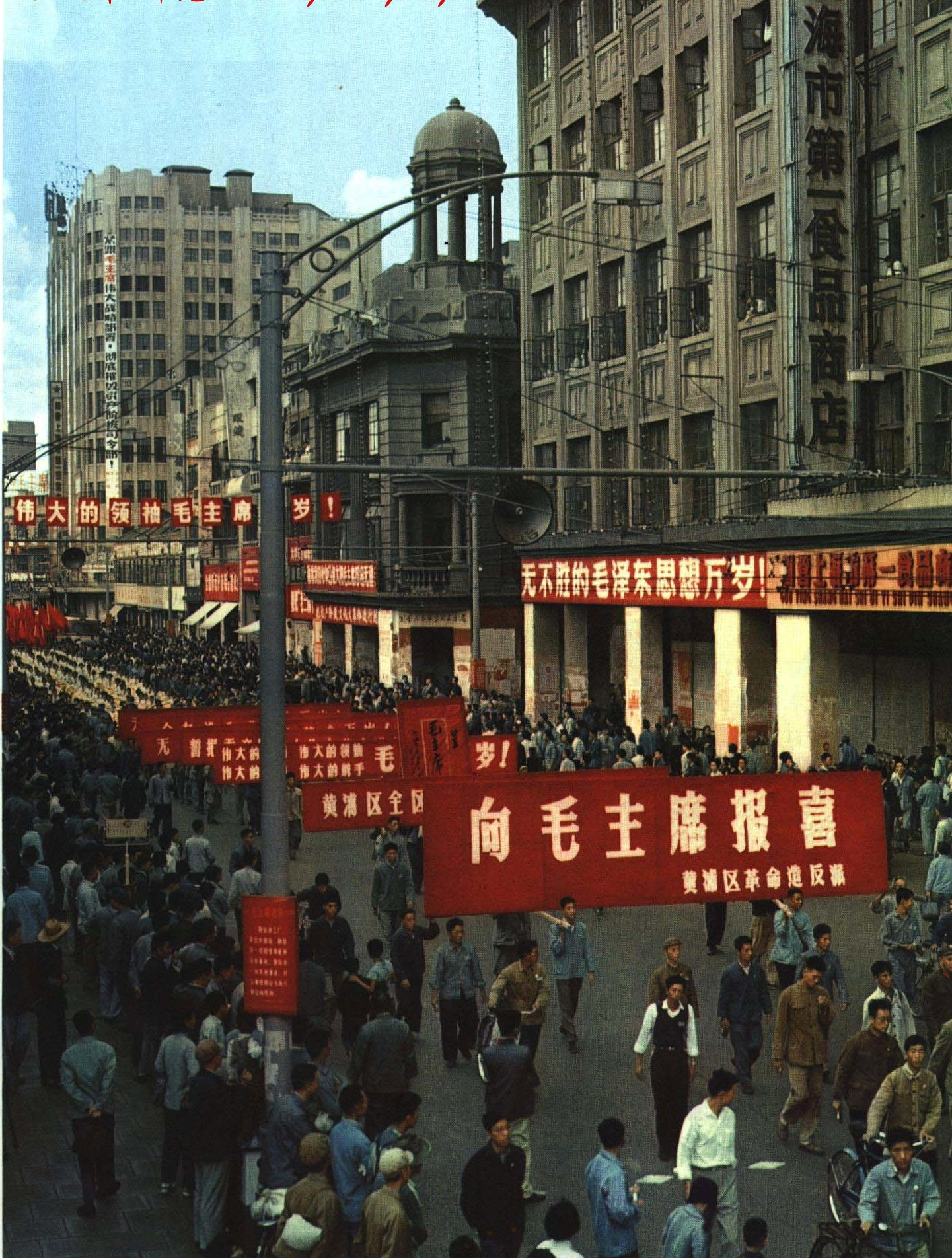
1967年12月文化大革命其間的南京路
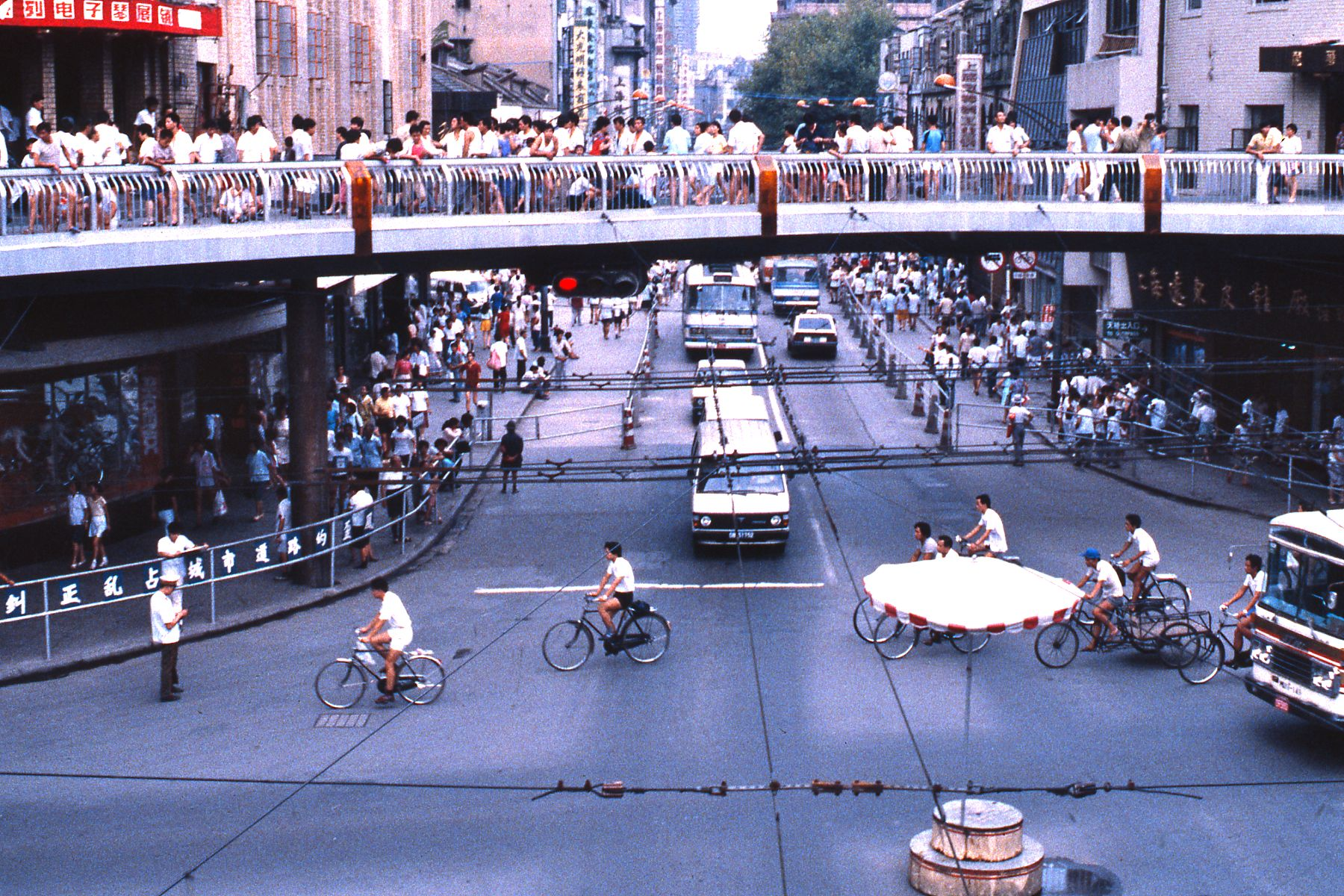
1987年时，南京东路西藏中路路口的人行天桥
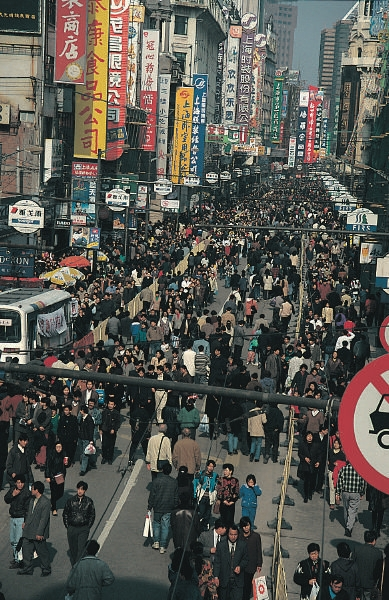
20世紀末改建前的南京東路
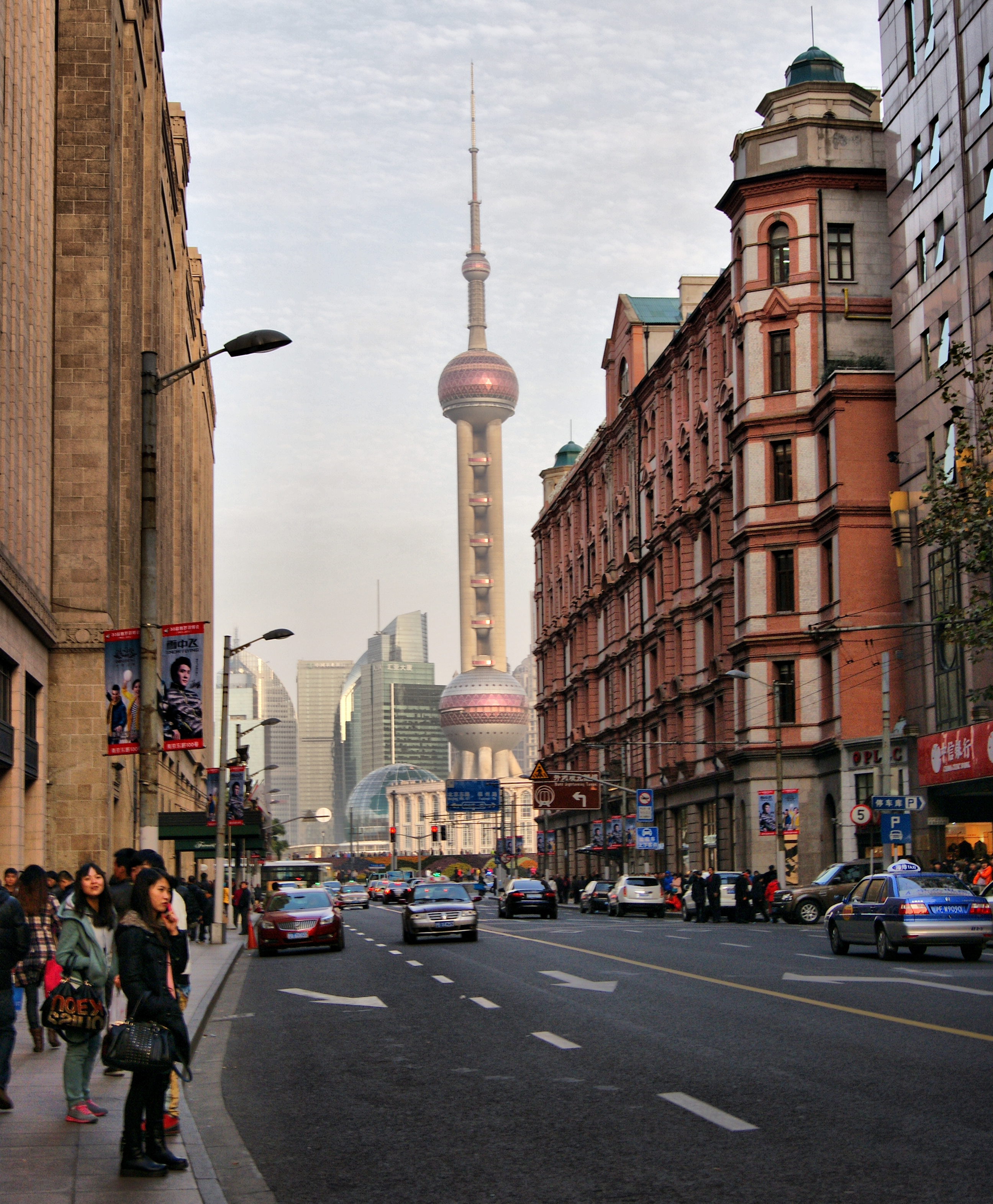
原南京路东段（2012年）

## 南京路步行街

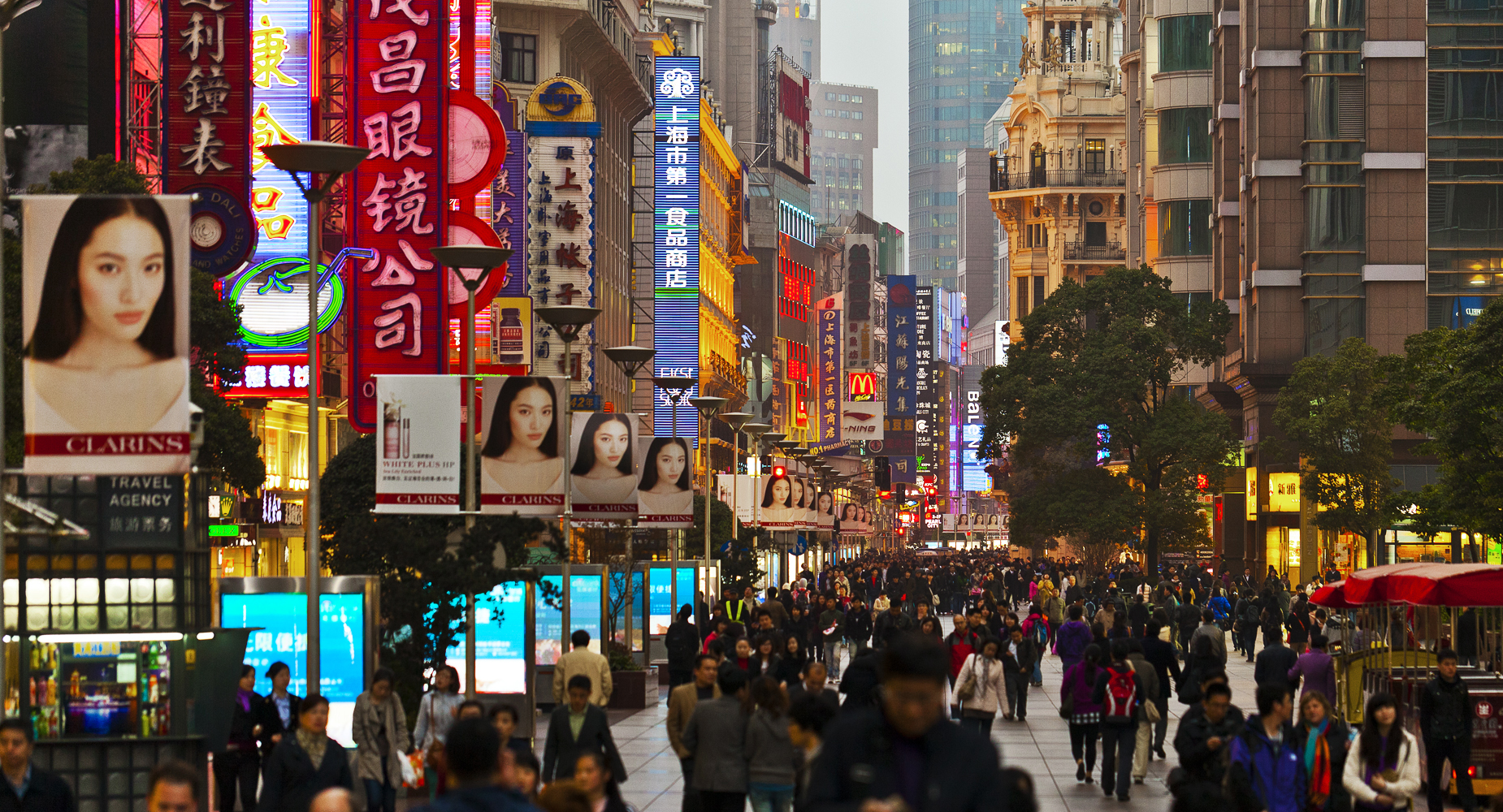
人潮涌动的南京路

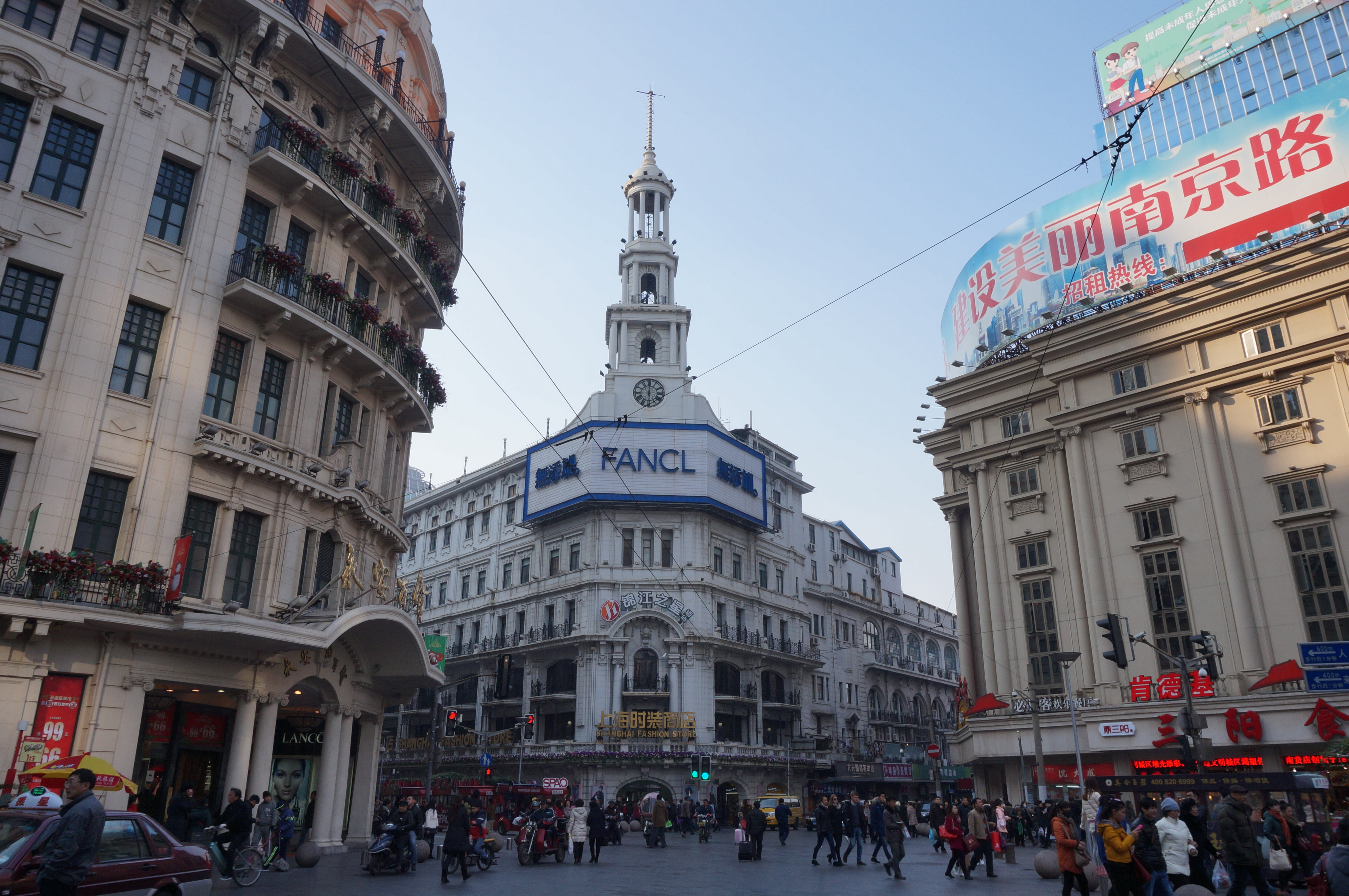
先施公司（中），老永安大楼（左）

1999年，南京路东起河南中路，西至西藏中路路段，改建成为全天候步行街，禁止机动车东西向行驶。改建后的步行街，路面最宽处达28米，总长1200多米。步行街路面铺设彩色砖石，并以4.2米宽的金带为主线，金带所使用的材料是意大利进口的印度红花岗岩，金带上另有37个雨水窨井盖，盖面刻有上海不同时期的建筑。路面还设有无障碍盲道。2020年9月12日，步行街路段东延至中山東一路外灘。
道路两旁设有座椅、花坛、电话亭等公共设施。在河南中路、浙江中路和西藏中路口分别摆有3座雕塑，主题分别为：“三口之家”、“少妇”、“母与女”。在河南中路入口及西藏中路出口另树立有“南京路步行街”街碑。步行街的中部是一座世纪广场，广场为演出需要设立了一个舞台，广场内还有重4.5吨的“东方宝鼎”和景观钟。

### 沿路古典建筑
- 19号——汇中饭店（Palace Hotel，1908年）；今和平饭店南楼
- 20号——沙逊大厦、华懋饭店；今和平饭店北楼
- 98－114号——福利公司；慈安里大楼
- 99号——迦陵大楼（1937年）；嘉陵大楼
- 114－142号——哈同大楼；慈安里大楼
- 外滩中央广场
  - 151－171号（江西路口）——美伦大楼
- 181号——电力大楼（1931年）
- 353号——大陆商场；353广场
- 627－635号——新老永安公司（1918年）；永安百貨、华侨商厦
- 690号——先施公司（1917年）；上海时装公司、东亚饭店
- 720号——新新公司（1925年）；上海第一食品公司
- 830号——大新百货（1934年）；上海第一百货

## 历史事件
南京东路，作为上海的一条重要马路，发生过许多重要的历史事件，其中一些甚至影响中国历史發展。

### 五卅惨案
1925年5月30日，上海主要马路包括南京路在内发生大规模市民游行，抗议日商克扣工人工资、殴打虐待中国工人，游行队伍行进到南京路贵州路口时，遭工部局老闸捕房逮捕，当日下午群众开始聚集于老闸捕房进行交涉。随后英籍长官下令开枪驱散民众，但造成13人死亡，40余人受伤的情况。稍晚时候，上海公共租界工部局宣布实行全市主要路段戒严。这一事件后被称为五卅惨案。

### 日军空袭南京路
1937年8月23日13时，日军出动飞机数架，在上海最繁华的南京路上投入炸弹数枚，对先施公司和美军堆栈轰炸，当场炸死炸伤来往的行人、顾客、职员近千余人。永安公司等沿街商店和百货公司均受到不同程度的损失。随后先施、永安等四大百货公司成立南京路商界联合会战时服务团以营救伤员，救济难民。

### 南京路千人维权
中國政府因为担心房地产泡沫化而影响到经济，因此經常出台政策来防止房市过热。2018年5月17日，上海政府出台整改商住两用房（酒店式公寓）的新政策，除了停止审批同类型项目外，更要求完工的单位按照商业办公房屋的功能整改，拆除厨房、卫生间和夹层等居住功能。不符合商办要求的物业不得办理过户。在新规定下，已交屋的单位将被清查，列入违规建筑督促整改，未整改的不能进行二手交易。已出售而未交屋的单位，拆除居住功能。未销售的单位停止网签、全面整改。有业主们认为，当初在购房时，发展商声称可以商住两用，没有提到会被要求整改的风险，因此政策改变不应该由业主承担。現在的政策使得商住两用房不能做住宅用途，影响到业主住房或放租权利。2017年6月10日，近千人在南京路步行街聚集，有人拿着标语，喊着“商住两用，网签为界”，抗议政府的修改商住两用房政策。現場大约十名示威者被警方带走。至少两名示威者被警方粗暴拖行。抗議活動發生后，上海市住建委和相关部门表示，清理整顿商住兩用房工作的对象，是违法违规的商业办公项目和相关开发企业。部分开发企业曲解政策、拖延整改，对购房人要求退房等维权行为设置障碍。因此对已实际成交并完成销售合同网上备案的商住兩用房，购房人要求退房的，支持购房人依法维权，开发企业必须积极配合。

### 招牌脱落致人死亡
2018年8月12日晚，受台风“摩羯”影响，上海累积雨量达大雨到暴雨，陆地最大风力7-8级。大雨中，南京东路132号商铺的广告牌突然掉落，砸中行人，有人员被砸到后倒地，附近人群紧急往外躲避。随后，一群穿着交警制服的人员冲过来救人，数十人合力将招牌抬起。最终造成3人死亡，6人受伤。次日上海市人民政府办公厅发出《关于全面开展空中坠物安全隐患专项检查的通知》，要求各区政府、市政府各委办局及各有关单位加强针对空中坠物安全隐患的专项检查，着力消除隐患，不断强化城市精细化管理，确保城市运行安全。

## 交会道路
由东向西：
- 中山东一路
- 四川中路
- 江西中路
- 河南中路
- 山东中路
- 山西南路
- 五福弄
- 石潭弄
- 福建中路
- 龙泉园路
- 湖北路
- 浙江中路
- 金华路
- 广西北路
- 贵州路
- 六合路
- 西藏中路